# Andrzej Błaszków
Andrzej Błaszków (ur. 20 listopada 1926 w Rasztowcach, obecnie na Ukrainie) – polski działacz partyjny i państwowy, wojskowy w stopniu pułkownika, inżynier radiotechnik, podsekretarz stanu w Ministerstwie Łączności (1985–1987).

## Życiorys
Syn Teofila i Justyny. Od czerwca 1944 do 1985 służył w ludowym Wojsku Polskim w ramach wojsk łączności, dochodząc do stopnia pułkownika. W 1944 ukończył Oficerską Szkołę Łączności w Zamościu (w ramach kursu w Mełgwi, promocja z 2 stycznia 1945), a w latach 1956–1959 studiował na Fakultecie Radiolokacji i Łączności Wojskowej Akademii Technicznej. W 1947 i 1948 brał czynny udział w operacjach Korpusu Bezpieczeństwa Wewnętrznego przeciwko podziemiu niepodległościowemu w województwach rzeszowskim, lubelskim i kieleckim, w tym dowodząc grupą operacyjną. W 1977 został zastępcą szefa wojsk łączności LWP ds. organizacji łączności.
Od kwietnia 1947 działał w Polskiej Partii Robotniczej, w 1948 przekształconej w Polską Zjednoczoną Partię Robotniczą, był m.in. kierownikiem grupy partyjnej w Warszawie i sekretarzem POP PZPR. Od września/października 1985 do likwidacji resortu w październiku 1987 pełnił funkcję podsekretarza stanu w Ministerstwie Łączności. Pod koniec lat 80. kierował Departamentem Wojskowym w Ministerstwie Komunikacji i Ministerstwie Transportu, Żeglugi i Łączności.